# Такшонь

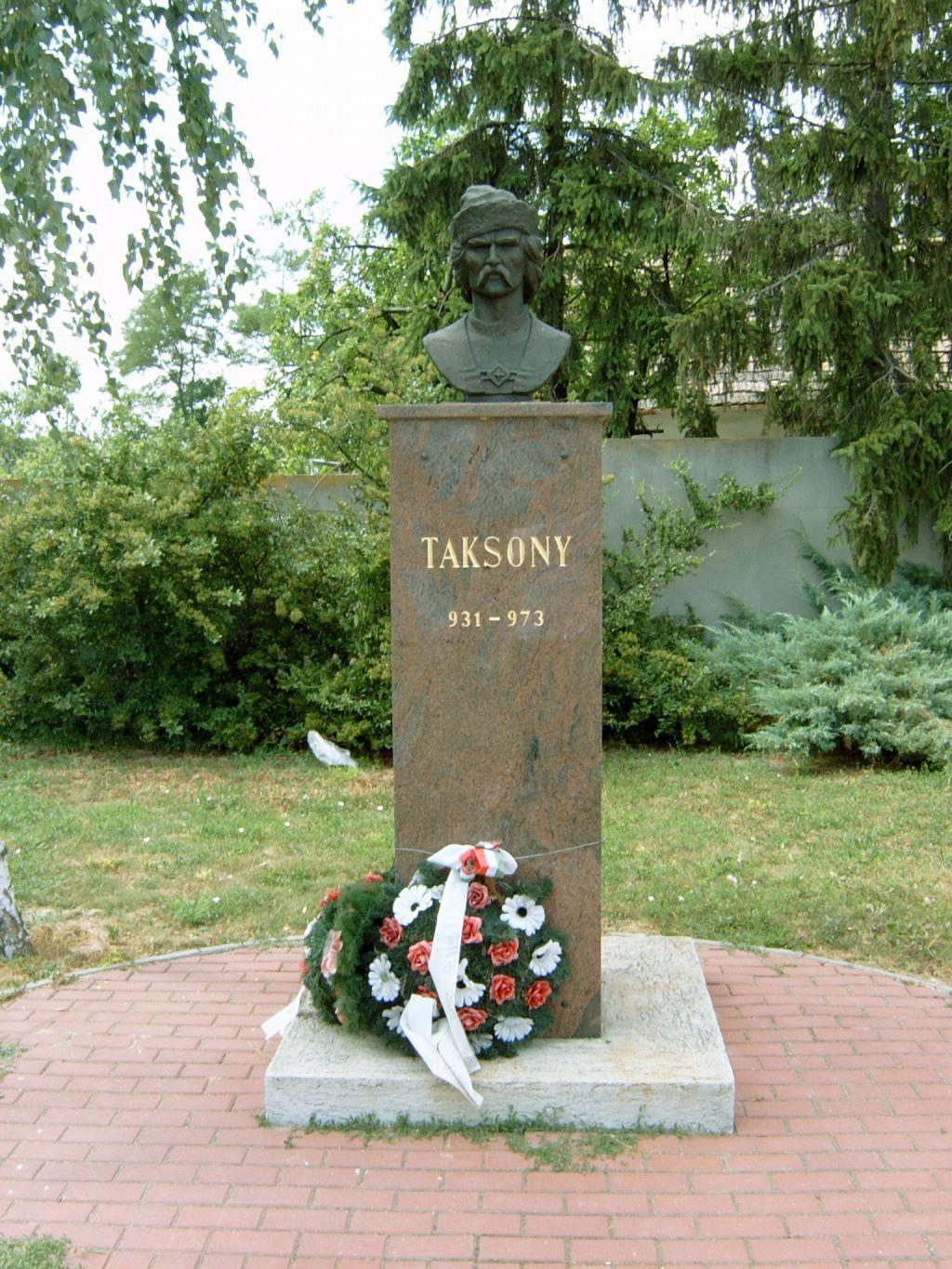
Пам'ятник Такшоню

Такшонь (угор. Taksony, лат. Toscus, словен. Takšoň; 931 — пр. 972) — надьфеєделем угорців між 955 та приблизно 972 роками.
Такшонь був сином Жолта (Золтана), четвертого з синів Арпада. 947 року у віці 16 років, він очолював рейд угорців в Італію, змусивши короля Італійського королівства виплатити йому данину. Можливо, він брав участь у битві на річці Лех, в якій угорці зазнали важкої поразки від німецьких військ короля Оттона I Великого. Незабаром після цієї битви Такшонь став великим князем, хоча його контроль над угорськими племенами був ще дуже слабким. За його правління угорці припинили напади на Західну Європу, повернувши напрям рейдів у бік Візантії.
За правління Такшоня на територію угорців переселилося багато печенігів. Такшонь залишався язичником, хоча 963 року Папа Іван XII послав до мадярів місіонера.
Після смерті Такшоня титул надьфеєделем успадкував його син Геза. Також мав молодшого сина Мігая.